# Kwon Ki-ok
Pour les articles homonymes, voir Kwon (homonymie).
Dans ce nom coréen, le nom de famille, Kwon, précède le nom personnel.
Kwon Ki-ok, née à Pyongyang en Corée le 11 janvier 1901 et morte le 19 avril 1988, était une aviatrice coréenne. Elle fut la première femme pilote coréenne et la première femme pilote en Chine.

## Biographie
Kwon Ki-Ok est née en 1901 dans un village près de Pyongyang en Corée, elle a suivi une scolarité normale jusqu'en 1918. Cette année-là, elle assiste à une démonstration du pilote américain Art Smith qui la convainc de devenir aviatrice.
Cette année-là, elle s'investit dans des associations coréennes patriotiques, ce qui lui vaudra un séjour en prison de trois semaines en mars 1919 puis, après une nouvelle arrestation, elle sera détenue six mois la même année.
Une fois sortie de prison, elle s'exila en Chine et entra dans une école pour femme à Hangzhou gérée par la missionnaire américaine Ellen Peterson, où elle apprit le chinois et l'anglais en l'espace de deux ans sur un programme censé nécessiter quatre années d'études.
En 1923, sur recommandation du Gouvernement provisoire de la République de Corée à Shanghai, elle intégra l'école de l'Armée de l'Air de la République de Chine dans le Yunnan, d'où elle sortit en 1925. Elle était alors la seule femme diplômée de cette institution. Elle fut envoyée à Beijing puis à Nanjing en 1927.
En 1940, elle avait le grade de lieutenant-colonel. Après la Seconde Guerre mondiale et la restauration de l'indépendance de la Corée, Kwon Ki-ok fut rapatriée en Corée où elle contribua largement à la reconstitution de l'armée de l'air de la République de Corée.
Pendant la guerre de Corée, elle était membre du ministère de la Défense nationale de Corée du Sud. Après la guerre, elle se retira de la vie publique et devint vice-présidente de l'association culturelle sino-coréenne de 1966 à 1975. Elle reçut de nombreuses décorations pour son dévouement à son pays.
Elle mourut en 1988 et fut inhumée à Séoul, au cimetière Dongjak-gu.